# Amiyumi
『amiyumi』（アミユミ）は、1996年7月22日に発売した、PUFFYのファースト・アルバム。発売元は、Epic/Sony Records。『とくするからだ』は、後に奥田自身がセルフ・カバーした。
「Simple」は、同じ事務所の八熊慎一（SPARKS GO GO）の作詞作曲。
「パフィーのHey!Mountain」は、奥田のオリジナル曲「Hey!Mountain」のパロディーである。
もともと、PUFFYのプロジェクトは、奥田民生プロデュースの企画物ユニットとして、このアルバム1枚のみの予定であった。しかし、井上陽水に作詞を依頼した「アジアの純真」がCMタイアップに選ばれ、シングルリリースが決定し、ヒットしたことから、活動継続となった。
本作は台湾や香港で発売され、日本では未発売のカセットテープ版も発売された。
当時ソニーミュージックは人気作を中心にCDと併せてMDタイトルも同時発売していたが、日本国内では90万枚以上売り上げた本作はMD化されていない。

## 収録曲
| #         | タイトル                          | 作詞               | 作曲      | 時間  |
| --------- | --------------------------------- | ------------------ | --------- | ----- |
| 1.        | 「とくするからだ」                | 奥田民生           | 奥田民生  | 3:59  |
| 2.        | 「ウサギチャンネル」(歌 大貫亜美) | 大貫亜美・奥田民生 | 奥田民生  | 3:26  |
| 3.        | 「サクラサク」                    | 奥田民生           | 奥田民生  | 4:42  |
| 4.        | 「Simple」                        | PUFFY・八熊慎一    | 八熊慎一  | 4:56  |
| 5.        | 「長生きしてね」(歌 吉村由美)     | 吉村由美・奥田民生 | 奥田民生  | 4:51  |
| 6.        | 「アジアの純真」                  | 井上陽水           | 奥田民生  | 4:45  |
| 7.        | 「パフィーのHey!Mountain」        | PUFFY・奥田民生    | 奥田民生  | 4:09  |
| 合計時間: | 合計時間:                         | 合計時間:          | 合計時間: | 30:48 |

### 曲解説
1. とくするからだ
  - ピザハットCMソング
2. ウサギチャンネル
3. サクラサク
  - マンパワー・ジャパンCMソング
4. Simple
5. 長生きしてね
6. アジアの純真
  - キリンビバレッジ「天然育ち」CMソング
  - シングル版よりもイントロが長いアルバムバージョン。
7. パフィーのHey!Mountain

## エピソード
PUFFYを結成した1995年の冬、奥田民生プロデュースの下、河口湖のスタジオでレコーディング合宿を行った。その際の奥田の指導を、2人は体育会系のしごきだったと語り、ドラマーの古田たかしは、「見ていて後ずさりするほどすごいゲキが飛んでいた」と語っている。
| スタブアイコン | サブスタブ | この項目は、まだ閲覧者の調べものの参照としては役立たない、アルバムに関連した書きかけの項目です。この項目を加筆・訂正などしてくださる協力者を求めています（P:音楽/PJ:アルバム）。 |